# Fuentes y montes de Segart

Localización de Segart en el Campo de Murviedo

El término municipal de Segart es uno de los más montañosos de la comarca del Campo de Murviedro. El estar enclavado dentro del parque natural de la Sierra Calderona ha hecho que las maravillas naturales de esta zona puedan ser protegidas y disfrutadas por los visitantes que cada año llegan a Segart.
La mayoría de los montes más altos y conocidos de la comarca del Campo de Murviedro hacen de Segart un lugar para la práctica de deportes al aire libre.

## Montes
Según Domenech la estructura geológica del término de Segart es la siguiente:

Se observa que como consecuencia de los movimientos geológicos, bastantes montes de Segart están rematados con peñascos y cortados orientados en buen número al Sur, Sur-Este y Este como El Garbí, El Xocainet, La Mola de Segart y otros.

La parte del barranco de Segart es del Cuaternario pero las laderas de los montes donde está el pueblo corresponden al Buntsandstein y las opuestas al Muschelkalt. Como ejemplo de Buntsandstein tenemos El Garbí. Las cortaduras de este último encaradas al Sur son en realidad una gran falla que incluye los picos que tiene a ambos lados. el Puntal de l'Abella y L'Albarda del Garbí.
En algunos lugares el Buntsandstein rodea al Muschelkalt, como sucede en La Mola de Segart donde las cumbres pertenecen a este último mientras que parte de las laderas y las faldas corresponden al Buntsandstein. Es significativo que varios de los montes de Segart y de la zona presenten características de relieve muy parecidas, tal como hemos dicho, con cortados orientados al Sur.

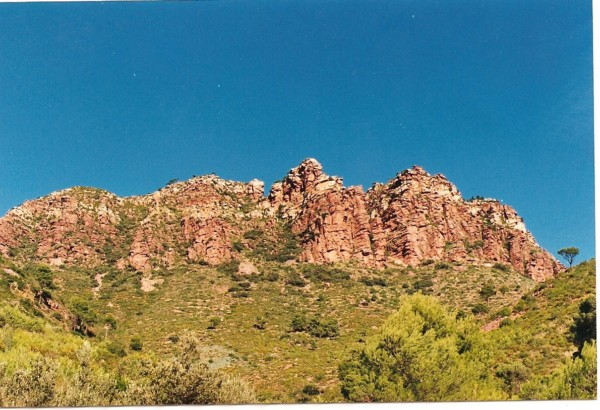
El Garbí

- La Mola de Segart (565 m): Es fácilmente reconocible por el cortado que la remata en forma de muela o tortada. Sus vistas son buenas en todas direcciones, asomando la Sierra de Espadán e incluso Peñagolosa entre el Puntal de l'Abella y El Garbí.[1] Tiene un vértice geodésico con una altitud de 565 m.[1] Los veteranos del Centro Excursionista de Valencia colocaron en 1971 una tabla de orientación con indicación de varias de las cimas que se divisaban desde allí.[1] Domenech Campos, Antonio, Descripción y dibujos de la Sierra Calderona, Centre Excursionista de Valencia, 1992.</ref> Topónimo ibérico según Santiago Bru i Vidal.[2] Este monte también es conocido como El Femerot por los pescadores.[3] En la pared vertical tiene una gran raja horizonatl denominada la caries de La Mola.
- El Puntal de l'Abella (654 m): Montaña más alta del Campo de Murviedro.[1]
- El Garbí (601 m): Elevación ejemplo del periodo de Buntsandstein. Las cortaduras de este último encaradas al Sur son en realidad una gran falla que incluye los picos que tiene a ambos lados: el Puntal de l'Abella y L'Albarda del Garbí.[1]
- El Puntal del Meliquet (406 m): El monte más cercano a la Font del Salt
- Penya Roja (400 m): Esta y la anterior delimitan con el término de Nàquera.

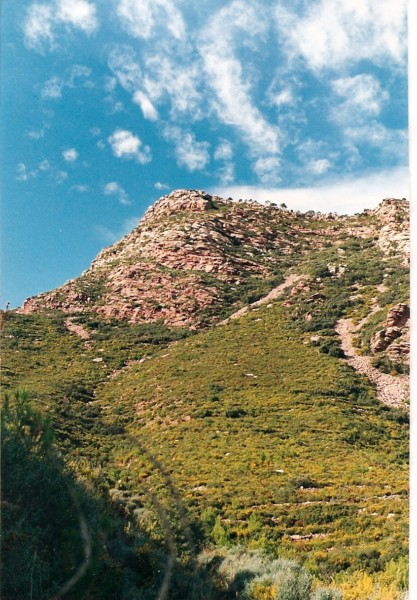
El Puntal de l'Abella

- El Prao (538 m): Está situado en la partida de El Salt y está cercana a la fuente de su mismo nombre. Esta montaña tiene una pretuberancia rocosa llamada El Panoli.
- El Rodeno (500 m): En los alrededores de este monte están situados los chalets de la urbanización que tiene su nombre. Según Bru i Vidal es un topónimo minero-industrial. Bru y Vidal, Santiago, Introducción a un estudio toponímico de la comarca saguntina, separata de la IX Asamblea de Cronistas del Reino de Valencia, 1974
- El Puntalet (345 m): Distinguible desde el camino de La Mola por su forma puntiaguda y por disponer de un preciso ejemplar de madroño cerca de la cima.
- El Salsero (406 m): En su base la Associació Histórica de Segart encontró los restos de una cantera de mármol utilizada en el siglo XX. Entre este monte y El Murtal discurre el camino a Sant Espérit o senda dels frares (senda de los frailes) que se utilizaba en la romería que se organizaba en Segart para ir al Monasterio de Sancti Spiritu
- El Murtal (400 m): En este monte está situada una urbanización privada.
- La Roja (368 m): La cima forma una amplia meseta que forma la partida de La Rodana
- Coveta Rabosa (264 m)
- El Bort (507 m): fácilmente reconocible por la cueva que tiene en la pared rocosa de su cumbre
- El Rodeno del Moreno (472 m)

| Montaña            | Altura en metros | Situación            | Distancia del horizonte del mar en Km |
| Puntal de l'Abella | 654              | Divisioria Principal | 91,2                                  |
| El Garbí           | 601              | Vertiente Norte      | 87,4                                  |
| La Mola de Segart  | 565              | Divisoria Principal  | 84,8                                  |

Fuente de los datos de la tabla

## Barrancos

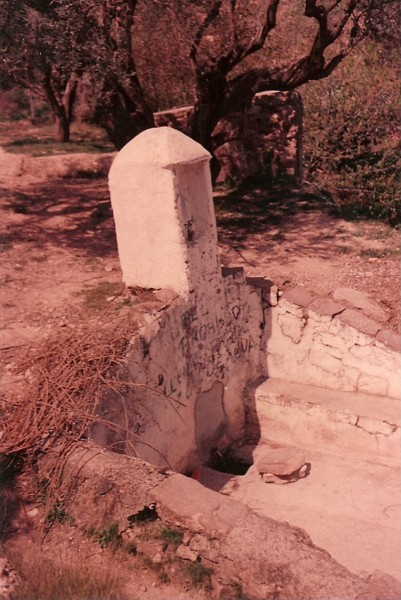
Font de Sant Josep

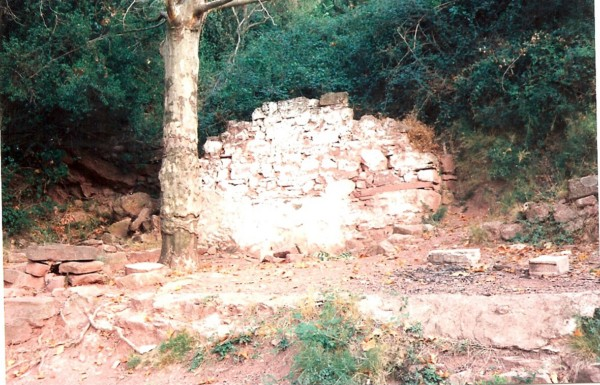
Font del Campaner

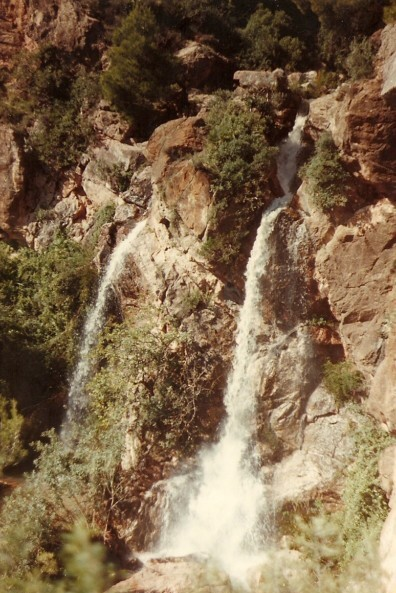
Font del Salt en época de lluvias

- Barranco de La Font: Tiene su inicio en la parte alta de la población y desemboca en el Barranco de Segart a los pies del terraplén de la Piscina Municipal. Su denominación viene porque al pasar por Segart pasa por al lado de la Font del Llavaner o La Font por ser la fuente principal de la población para consumo doméstico y de regadío de la zona agrícola más extensa del término municipal como es la zona baja del casco urbano. Este barranco marcaba el límite de la zona urbanizada en época islámica y se comenzó a construir al otro lado de su cauce en el siglo XVIII. A principio del siglo XX se construyó un pequeño puente para pasar el barranco y desapareció con la construcción y ampliación de la actual Plaza del Ayuntamiento en los años 80. Este puente conectaba la calle de La Font (actual calle Major) con la calle La Fonteta (actual calle Sant Josep).

- Barranco de El Meliquet: Recibe el nombre de la Font de El Meliquet que nacía cerca de este barranco que nace en las proximidades de la Font del Salt. Está situado cerca de la frontera con el término de Náquera y es visible desde La Mola de Segart

- Barranco o Valle de Segart[1] o Palmeral: Monzó Nogués, Andrés, Notas arqueológicas-prehistóricas del agro saguntino, Anales de Cultura Valenciana, 1943.[4] Es el constituido por la cuenca del barranco de su mismo nombre, se origina en una zona muy intrincada de la sierra por la parte de La Mola, toma la dirección de oeste a este y después de dejar a su izquierda las casas del pueblo del que toma el nombre se dirige al Palancia.[1]

Al fondo del valle viene a quedar la citada Mola y sus límites Norte las marca el gigantesco murallón del Puntal de l'Abella, El Garbí y L'Albarda que en realidad constituyen una unidad orográfica, y por el Sur queda cerrado por una cuerda de montes que partiendo de la alineación principal entre La Mola, El Pic de l'Aguila (462 m) se dirigen hacia el Este en una serie de alturas de las que El Xocainet y La Mola Redona son las más significativas.
No es muy normal que se produzcan riadas por efecto de las lluvias pero se han producido varias provocando grandes destrozos. En 1942 una furiosa avenida causó grandes pérdidas en los huertos y dejó para el recuerdo multitud de tierras de secano. El 24 de marzo de 1946 el barranco de Segart bajó muy caudaloso. Una de estas avenidas fue la que cegó e hizo desaparecer bajo la tierra la Font de la Mistera ya que se encontraba cerca el lecho del barranco. Andrés Monzó Nogués comenta otra de mayo envergadura que las citadas anteriormente en el último tercio del siglo XIX.